# Viên An, Ứng Hòa
Viên An là xã thuộc huyện Ứng Hòa, thành phố Hà Nội, Việt Nam. Xã có diện tích là 4,69 km², dân số năm 2022 là 7.399 người, mật độ dân số đạt 1.577 người/km².
Xã Viên An là một xã đồng bằng, nằm ở phía Bắc huyện Ứng Hòa, cách trung tâm huyện 17 km về phía Bắc. Ranh giới xã được xác định như sau:
- Phía Bắc giáp xã Hòa Chính, huyện Chương Mỹ;
- Phía Nam giáp xã Viên Nội, huyện Ứng Hòa;
- Phía Tây giáp xã Phúc Lâm, Mỹ Đức, xã Mỹ Thành và xã Bột Xuyên, huyện Mỹ Đức;
- Phía Đông giáp xã Xuân Dương, huyện Thanh Oai;